# 薛元大
薛元大（： Seol Wondae 1998年4月28日—），韓國男歌手，舞者以及演員，身高180cm，出身於南韓慶尚南道昌原市，為韓國Dongyo Entertainment旗下的首支男子舞蹈組合DONGKIZ的前隊長，於2019年4月24日出道。2021年8月24日，元大因為個人練習時感到肩膀疼痛，為診斷為肩韌帶破裂，需要接受治療而暫停活動。2022年3月18日，元大的傷患得到醫生的意見需要長時間康復，決定退出團體。

## 活動經歷

### 出道前
元大是DONGKIZ裡面最早進入公司當練習生的成員，出道前是以Instagram帳號@seol_ving為名的臉讚，並曾經擁有超過4萬名追蹤者。
曾經在2015年於名為「男女臉讚情報(남녀얼짱제보)」的Facebook專頁中被投稿。
當上東耀練習生後，於2018年5月8日另外開了一個叫@seolving_dy的Instagram賬號，也就是現在DKZ的官方賬號。
2018年11月19日，跟隨公司推出《NOM》MV。。
2018年11月21日，尚未正式出道前率先發行《DONGKIZ pre-debut D/S1.》。。

### 團體活動
2019年4月24日，以發行首張單曲《DONGKIZ ON THE BLOCK》，為DONGKIZ内第一位公開的成員。。
2021年8月24日，元大因為個人練習時感到肩膀疼痛，為診斷為肩韌帶破裂，需要接受治療而暫停活動。
2022年3月18日，元大的傷患得到醫生的意見需要長時間康復，決定退出團體。

## 音樂作品

### 電視劇OST
| 年份   | 發佈日期 | 歌手 | 電視劇名稱             | 歌曲名稱 |
| ------ | -------- | ---- | ---------------------- | -------- |
| 2020年 | 12月16日 | 元大 | 網絡劇《回不去的浪漫》 | [ 14 ]   |

### 創作歌曲
| 年份   | 發佈日期 | 歌手 | 歌名                  | 參與部分  |
| ------ | -------- | ---- | --------------------- | --------- |
| 2021年 | 4月28日  | 元大 | 二十四, 春天 (韓語：스물 넷, 봄) | 填詞 作曲 |

## 影視作品

### 電視劇
| 年份 | 電視台 | 劇名         | 性質 |
| ---- | ------ | ------------ | ---- |
| 2019 | SBS    | 勁爆狗仔隊   | 客串 |
| 2019 | MBC    | 有瑕疵的人們 | 客串 |

### 綜藝
| 年份 | 日期             | 電視台 | 節目     | 集數       | 備註           |
| ---- | ---------------- | ------ | -------- | ---------- | -------------- |
| 2020 | 10月4日-10月11日 | MBC    | 蒙面歌王 | EP 275-276 | 陪審團(與汶益) |

### 電台節目
| 播放日期                                               | 播放頻道      | 節目名稱            | 備註               |
| ------------------------------------------------------ | ------------- | ------------------- | ------------------ |
| 2019年10月1日-2020年2月22日                            | tbs eFM       | Super Radio         | 固定DJ             |
| 2020年3月2日-2021年3月29日                             | Arirang Radio | Music Access        | 每週一的固定DJ     |
| 2020年11月17日-2021年2月16日, 3月23日-5月18日, 8月10日 | 國防FM        | Raina的餅乾和星星糖 | 每週二《選一個吧》 |